# 圣马利诺斯圣殿

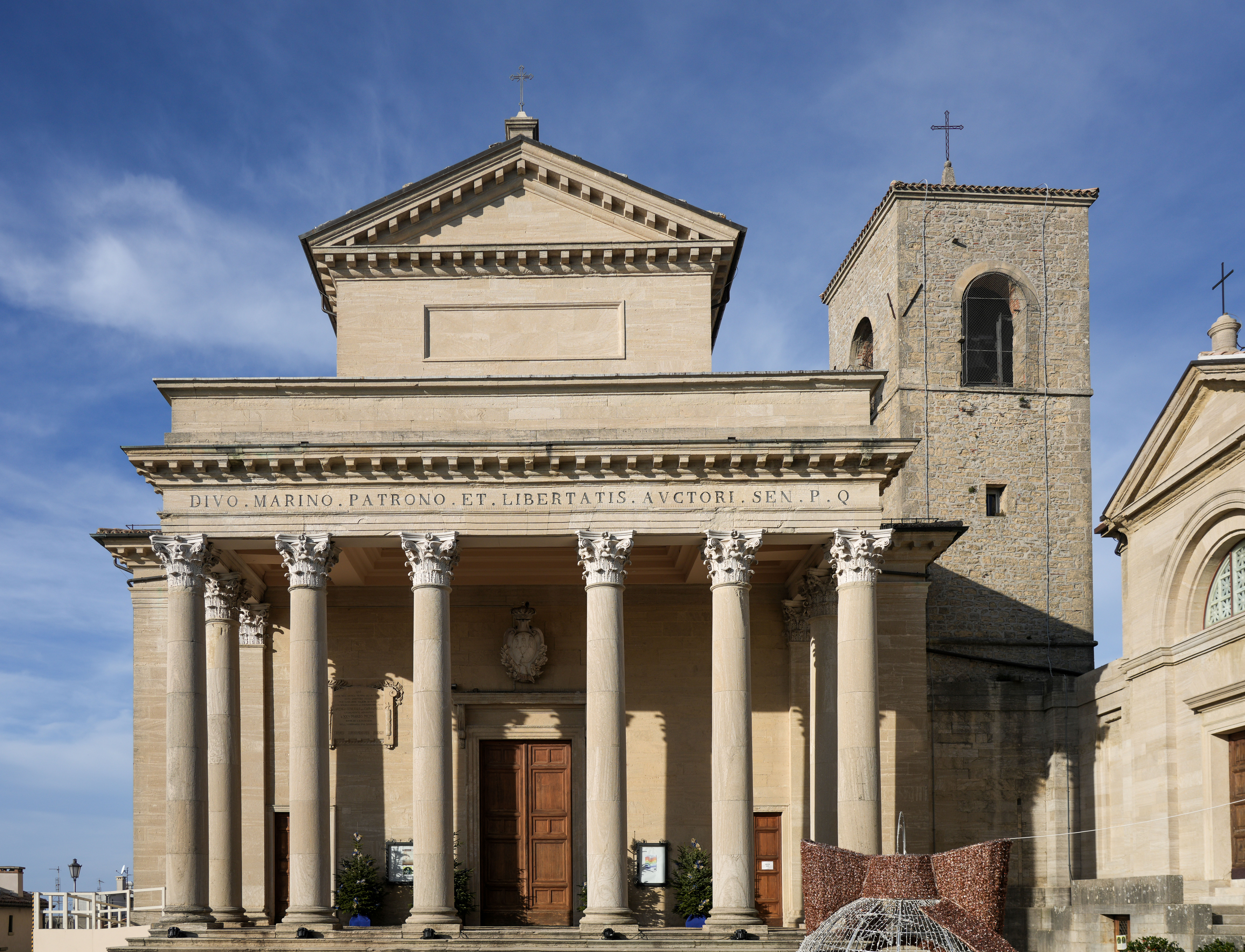
圣马利诺斯圣殿

圣马利诺斯圣殿（義大利語：Basilica di San Marino）是一座羅馬天主教的宗座圣殿，位于聖馬利諾共和國。教堂是聖馬利諾城的主教堂，獻給聖馬利諾共和國的創建人
圣马利诺斯。現在的教堂修建於1836年，但這裡在7世紀時就已經有教堂。建築為新古典主義風格，帶有科林斯柱式風格的門廊。圣马利诺斯的遺物被供奉在教堂內。